# Pedro Chirivella
Pedro Chirivella Burgos (* 23. Mai 1997 in Valencia) ist ein spanischer Fußballspieler. Der defensive Mittelfeldspieler wurde beim FC Valencia ausgebildet und steht aktuell bei |Panathinaikos Athen unter Vertrag.

## Sportlicher Werdegang
Chirivella schloss sich im Alter von sieben Jahren der Jugendabteilung seines Heimatklubs FC Valencia an. Dort durchlief er die Altersklassen bis hinauf zur U-16-Auswahl und in der Saison 2012/13 war er durchgängig Kapitän der spanischen U-16-Nationalmannschaft. Dabei galt er als eines der größten Talente im spanischen Fußball und auf der sogenannten „Sechser-Position“ im defensiven Mittelfeld zeichnete er sich durch ein gutes Passspiel und die Fähigkeit „ein Spiel sehr gut lesen zu können“ aus. Kurz nach dem 16. Geburtstag zog es ihn im Sommer 2013 nach England in die Jugendakademie FC Liverpool. In Liverpool setzte er die fußballerische Ausbildung fort und obwohl er in der Saison 2014/15 mit Verletzungen zu kämpfen hatte, kam er in der Liverpooler U-21 zu sieben Einsätzen in der heimischen Liga (dazu gesellten sich fünf weitere Bewährungschancen in der UEFA Youth League).
Kurz nach Beginn der Spielzeit 2015/16 war er im Profikader für das Auswärtsspiel in der Europa League gegen Girondins Bordeaux (1:1) und nach der plötzlichen Verletzung von Kolo Touré nutzte er im Anschluss an seine Einwechslung die Gelegenheit zu einer soliden Vorstellung im Mittelfeld an der Seite des gleichaltrigen Jordan Rossiter. Es folgten das Startelfdebüt am 9. Februar 2016 im FA Cup gegen West Ham United (1:2) sowie der Einstand in der Premier League gegen Swansea City (1:3) knapp drei Monate später.
Da der sportliche Durchbruch in Liverpool fortan ausblieb, folgten Leihengagements in den Niederlanden bei den Go Ahead Eagles (erste Jahreshälfte 2017) sowie bei Willem II Tilburg in der Saison 2017/18 und ab Ende Januar 2019 in Spanien bei Extremadura UD. Bei dem spanischen Zweitligisten sollte Chirivella jedoch zu keinem Einsatz in der ersten Mannschaft kommen, da die notwendigen Dokumente zur Spielberechtigung nicht fristgerecht eingereicht worden waren.
Zur Saison 2019/20 kehrte Chirivella zum FC Liverpool zurück und gehörte hauptsächlich dem Kader der U23 an. Er absolvierte 12 Spiele in der U23-Premier-League, in denen er ein Tor erzielte. Für die Profimannschaft kam Chirivella jeweils 3-mal im FA Cup und League Cup zum Einsatz. 
Zur Saison 2020/21 wechselte Chirivella zum französischen Erstligisten FC Nantes, bei dem er einen Vertrag bis zum 30. Juni 2023 unterschrieb.

## Erfolge
FC Nantes
- Französischer Pokalsieger: 2022